# Friis
För andra betydelser, se Fris (olika betydelser).
Friis, eller Frijs, är namnet på flera danska adliga ätter, samt borgerliga släkter.
Ätternas ursprung kan spåras till de frisiska öarna. I medeltida källor förekommer många adelsmän som bar namnet Friis; deras inbördes förhållande kan inte påvisas eftersom deras vapen är okända.

## Friis från Hesselager
Friis från Hesselager, kallas även de sorte Friiser eller Tre-Egern Friserna, efter de tre svarta ekorrar ätten förde i sitt vapen. Ätten utslockande på manssidan 1716 och på kvinnosidan 1763.
Ättens första medlemmar, som ibland kallade sig Friis, ibland Vrese, är kända från 1300-talet.
Bland ättens medlemmar märks:
- Johan Friis (1494–1570), dansk ämbetsman
- Christian Friis (1556–1616), dansk ämbetsman

## Friis från Vadskjærgaard
Friis från Vadskjærgaard, kallas även Et-Egern Friserne, förde i vapnet en röd ekorre. De antas ha samma ursprung som Friis från Hesselager. Mogens Friis upphöjdes 1671 till greve av Frijsenborg och grundade grevskapen Frijsenborg, vilket, sedan ätten utslockna på manssidan, genom arv 1810 övergick till en medlem av ätten Vind, som därefter till sitt eget namn, Krag-Juel-Vind, fogade namnet Frijs.
Bland ättens medlemmar märks:
- Mogens Friis (1623–1675), greve av Frijsenborg

## Friis från Haraldskjær
Friis från Haraldskjær, kallas även efter sitt vapen de skaktavl-Friis'er, härstammade från södra Jylland. Enligt vapenskölden kan det ha samma ursprung som ätten Rosenkrantz.
Ätten var framträdande från 1400-talet till 1600-talet. Den uppträdde först med Niels Friis (levde 1361), men härstamningen räknas först med Niels Friis (levde 1432 och 1448) till Haraldskær, Skibet och Stollig. På 1400- och 1500-talen blev flera medlemmar präster, inklusive fyra biskopar i Børglum och Viborg. Medlemmar av denna ätten hade höga befattningar som riksråd, länsmän, landshövdingar och officerare. 
Framstående var guvernören i Norge Jørgen Friis (d. 1616) till Krastrup och kungens kansler Christian Friis till Kragerup. Den senare var bland annat fader till fru Else Friis (1615–1696), som i äktenskap med Jokum Beck blev stamfader till den svenska ätten Beck-Friis, med sönerna Christian, Jörgen och Hans och fru Anne Cathrine Friis til Engestofte (1630–1698).
Familjens gods, av vilka Margård, Gjessinggård, Odden och Hvolgård kan nämnas, låg huvudsakligen på Jylland. Ätten till Hevringholm utgick 1727 med överste Christian Friis (1652–1727).

### Medlemmar ur ätten
- Jørgen Friis (död 1547), biskop i Viborg
- Jørgen Friis (död 1616), dansk adelsman och ståthållare i Norge.
- Christian Friis (1581–1639), dansk ämbetsman

## Friis af Landvig
Friis af Landvig, även kallad Oldengren har sitt ursprung i Norge. Jakob Friis nämns 1555, hans sonson Jesper Friis (död 1676) var amiral, och hans sonson, Jesper Nicolaus Friis, dog i ren fattigdom som familjens sista man.
Vapen
En sköld i silver (vit), med en grön ekstubbe bärande tre ekollon i guld (gul) och tre gröna blad. På hjälmen en grön lilja.

## Borgerliga släkter med namnet Friis
Utöver dessa finns även flera borgerliga ätter med namnet Friis.
Bland medlemmar ur dess släkter märks:
- Steffen Friis (1861–1942), dansk veterinär
- Aage Friis (1870–1949), dansk historiker
- Allan Friis (1931–2019), svensk konstnär
- Astrid Friis (1893–1966), dansk historiker
- Christian Lodberg Friis (1699–1773), dansk läkare
- Else Marie Friis (f. 1947), dansk paleobotanist
- Ewerdt Friis (1619–1672), svensk skulptör
- Frederik Friis (1836–1917), dansk jordbruksforskare
- Ingo Marius Friis (1838–1912), dansk lantman
- Jacob Friis (1883–1956), norsk politiker
- Janus Friis (f. 1976), dansk entreprenör
- Jens Andreas Friis (1821–1896), norsk språkman
- Nicolaus Christian Friis (1714–1777), norsk präst
- Peder Claussøn Friis (1545–1614), norsk präst och historieskrivare
- Michael Petersen Friis (1857–1944), dansk statsminister
- Oluf Friis (1894–1979), dansk litteraturhistoriker
- Torsten Friis (1882–1967), svensk general

## Övriga
- Christina Friis f. 1954 svensk författare